# توربرنیت
توربرنیت  (به انگلیسی: Torbernite) با فرمول شیمیایی Cu[UO2 - PO4]2. 8-12 H2O از مجموعه کانی هاست و دارای رادیواکتیویته قوی-کانیهای مشابه آن اوتونیت و زئونریت (Zeunerite) است. از نــــام شیمیدان سوئدی Tornbern Bargmann گرفته شده‌است. محلول در HNO۳ (CO:۷٫۸۸٪  UO۳:۵۶٫۶۵٪  P2O۵:۱۴٫۰۶٪  H2O:۲۱٫۴۱ (۱۲H برای اولین بار در انگلستان کشف شد و از نظر شکل بلور: پهن و کوتاه - ندرتاْ دوهرمی (بی پیرامیدال)، رنگ: سبز، شفافیت: نیمه شفاف، جلا: شیشه‌ای - صدفی، رخ: کامل، سیستم تبلور: کوادراتیک و در رده‌بندی فسفات است  و منشأ تشکیل آن ثانوی است.
همایند کانی‌شناسی (پارانژ) آن اوتونیت - زئونریت- میکاهای اورانیوم دار است
کاربرد آن: کانسار اورانیوم، از نظر ژیزمان بلوری - آگرگاتهای فلسی و خاکی فراوان است و بیشتر در آلمان، چک اسلواکی، فرانسه، پرتغال، انگلستان و زئیر یافت می‌شود.

## منبع
- پردیس کشاورزی ایران